# Kraina Jane Austen
Kraina Jane Austen (ang. Austenland) – brytyjsko-amerykańska komedia romantyczna z 2013 roku w reżyserii Jerushy Hess. Wyprodukowana przez wytwórnię Sony Pictures Classics i Stage 6 Films. Film powstał na podstawie powieści Shannon Hale pod tytułem Austenland.
Premiera filmu miała miejsce 18 stycznia 2013 roku podczas Festiwalu Filmowego w Sundance. Siedem miesięcy później premiera filmu odbyła się 16 sierpnia 2013 roku w Stanach Zjednoczonych oraz 27 września w Wielkiej Brytanii.

## Opis fabuły
Samotna Jane Hayes (Keri Russell) uwielbia powieści Jane Austen. W mężczyznach szuka podobieństwa do bohatera Dumy i uprzedzenia. Kobieta postanawia wyruszyć w podróż śladami ukochanej pisarki. Trafia do rezydencji dla pasjonatów twórczości Angielki.

## Obsada
Źródło: Filmweb
- Keri Russell jako Jane Hayes
- JJ Feild jako pan Henry Nobley
- Bret McKenzie jako Martin
- Jennifer Coolidge jako panna Elizabeth Charming
- James Callis jako pułkownik Andrews
- Georgia King jako Lady Amelia Heartwright
- Jane Seymour jako pani Wattlesbrook
- Rupert Vansittart jako pan Wattlesbrook
- Ricky Whittle jako kapitan George East
- Demetri Goritsas jako Jimmy

i inni.